# Аксы-Барлыкский сумон
Аксы-Барлыкский сумон — административно-территориальная единица (сумон) и муниципальное образование со статусом сельского поселения в Барун-Хемчикском кожууне Тывы Российской Федерации.
Административный центр и единственный населённый пункт сумона — село Аксы-Барлык.

## Население
| 2017 | 2018 |
| ---- | ---- |
| 897  | ↗910 |